# 旺根堡-恩根塔勒
旺根堡-恩根塔勒（法語：Wangenbourg-Engenthal，法語發音：[vaŋɡənbuʁ ɛŋɡəntal]）是法国下莱茵省的一个市镇，属于莫尔塞姆区。该市镇于1974年由原市镇旺根堡（Wangenbourg）和恩根塔勒（Engenthal）合并而成。

## 地理
旺根堡-恩根塔勒（48°37'33"N, 7°18'15"E）面积31.52 平方千米，位于法国大東部大區下莱茵省，该省份为法国大陆部分最东部的省份，是阿尔萨斯的一部分，今与上莱茵省组成了阿尔萨斯欧洲集体，其南至上莱茵省，西南接孚日省和默尔特-摩泽尔省，西接摩泽尔省，北与德国接壤。
与旺根堡-恩根塔勒接壤的市镇（或旧市镇、城区）包括：达博、科斯维莱尔、恩维莱尔、奥伯拉斯拉克、雷纳尔德斯曼斯泰、罗芒斯维莱、索姆罗。

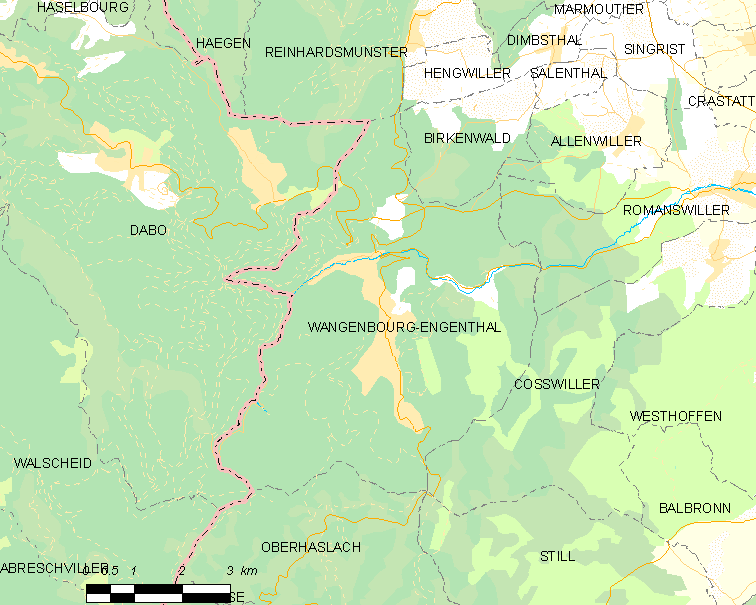
旺根堡-恩根塔勒的OSM定位图

旺根堡-恩根塔勒的时区为UTC+01:00、UTC+02:00（夏令时）。

## 行政
旺根堡-恩根塔勒的邮政编码为67710，INSEE市镇编码为67122。

## 政治
旺根堡-恩根塔勒所属的省级选区为萨韦尔讷县。

## 人口

1962-2008年间旺根堡-恩根塔勒人口变化图示

旺根堡-恩根塔勒于2022年1月1日时的人口数量为1339人。